# Hortia brasiliana
Hortia brasiliana är en vinruteväxtart som beskrevs av Domenico Vandelli och Dc.. Hortia brasiliana ingår i släktet Hortia och familjen vinruteväxter. Inga underarter finns listade i Catalogue of Life.